# Dinklageodoxa scandens
Dinklageodoxa scandens là một loài thực vật có hoa trong họ Chùm ớt. Loài này được Heine & Sandwith mô tả khoa học đầu tiên năm 1962.